# Alcester (Dakota del Sud)
Alcester è un comune (city) degli Stati Uniti d'America della contea di Union nello Stato del Dakota del Sud. La popolazione era di 807 abitanti al censimento del 2010. Fa parte dell'area metropolitana di Sioux City IA-NE-SD.

## Geografia fisica
Secondo lo United States Census Bureau, la città ha una superficie totale di 0,86 km², dei quali 0,86 km² di territorio e 0 km² di acque interne (0% del totale).
Ad Alcester è stato assegnato lo ZIP code 57001 e lo FIPS place code 00700.

## Storia
Alcester fu mappata nel 1879; dei nomi iniziali per la città erano Linia ed Irene. Il nome attuale è in onore del colonnello Alcester dell'esercito britannico. Il settimanale Alcester Union viene pubblicato dal 1888.

## Società

### Evoluzione demografica
Secondo il censimento del 2010, la popolazione era di 807 abitanti.

### Etnie e minoranze straniere
Secondo il censimento del 2010, la composizione etnica della città era formata dal 97,4% di bianchi, lo 0,12% di afroamericani, lo 0,25% di nativi americani, lo 0,74% di asiatici, lo 0% di oceanici, lo 0,25% di altre razze, e l'1,24% di due o più etnie. Ispanici o latinos di qualunque razza erano l'1,49% della popolazione.